# 로켓 랩
로켓 랩(Rocket Lab)은 미국의 항공우주 제조업체이자 발사 서비스 제공사이다. 공개 회사이며 뉴질랜드에 자회사를 두고 있다. 이 기업은 현재 소형 위성을 전문적으로 발사하는 경량의 로켓 랩 일렉트론을 운영하고 있다. 또, 로켓 랩은 2024년 초에 크기가 더 큰 뉴트런 로켓을 제조할 계획을 발표했다.
2006년, 로켓 랩은 뉴질랜드에서 피터 벡에 의해 설립되었다.

## 같이 보기
- 릴래티비티 스페이스
- 페가수스 (로켓)